# Chaetostricha thanatophora
Chaetostricha thanatophora är en stekelart som beskrevs av Pinto 1990. Chaetostricha thanatophora ingår i släktet Chaetostricha och familjen hårstrimsteklar. Inga underarter finns listade i Catalogue of Life.